# Karol Levittoux
Karol Levittoux (ur. 1820 prawdopodobnie w Kumelsku koło Kolna, zm. 7 lipca 1841 w Warszawie) – polski działacz niepodległościowy, student kursów prawniczych w Warszawie. Karol był synem Piotra Levittoux-Desnouettes, francuskiego sierżanta, osiadłego w Polsce w 1813.

## Życiorys
Uczeń i absolwent pijarskiego gimnazjum łukowskiego, słuchacz kursów pedagogicznych w Warszawie. W 1839 roku założył w Łukowie Związek Patriotyczny, którego działalność polegała na pracy samokształceniowej i agitacji, będąc częścią składową Stowarzyszenia Ludu Polskiego. Z jego inicjatywy powstał też podobny związek w Chełmie.
Biorący udział w sprzysiężeniach zostali oskarżeni o dążenie do wywołania powstania zbrojnego, utworzenie rządu republikańskiego oraz zniesienie pańszczyzny i uwłaszczenie chłopów. Sprzysiężenie zostało wykryte na skutek zeznań złożonych przez nauczyciela szkoły elementarnej w Łukowie Jana Thierbacha. Levittoux po aresztowaniu w 1841 przebywał kilka miesięcy w warszawskiej cytadeli. Brutalne śledztwo po nieudanej próbie ucieczki doprowadziło go do popełnienia samobójstwa. Levittoux podpalił siennik i zginął w ogniu. Nie chciał wydać swoich towarzyszy. Stał się symbolem niezłomnej postawy i poświęcenia za ojczyznę.
Bolesław Limanowski tak przedstawia bieg wydarzeń:
Armia szpiegów pod dowództwem słynnego Abramowicza napadała na domy, dwory i, znalazłszy jakąś książkę zakazaną lub jaką inną poszlakę, więziła i odsyłała do cytadeli. (...) Tak było w 1841 r., kiedy wykryto związek młodzieży szkolnej w Łukowie. Przywieziono wówczas około 200 młodzieńców. Młodzież trzymała się dzielnie i nic z niej wydobyć nie można było. Kierownikiem tego związku był Karol Levittoux, wielkiego hartu i niezwykłych zdolności młodzieniec. Dostał on 2 tysiące pałek, co dwa dni po 400, był głodzony, nie dawano mu spać, ale wszystko to wytrzymał i nikogo nie wydał. Z powodu zaślubin następcy Mikołaja wystarano się o uwolnienie młodzieży łukowskiej, ale z tej łaski wyłączono Levittoux. Wówczas starano się ułatwić mu ucieczkę i w grzbiecie książki wraz z listem, kluczem [szyfrem] pisanym, przysłano piłkę do przerzynania krat. Przy rewizji więźniów, która odbywała się często, wpadły one w ręce żandarmów. Rozpoczęły się więc nowe badania [przesłuchania] i nowe męczarnie. Levittoux, osłabiony na ciele i czując w sobie słabnącego ducha, z obawy, aby nie wydał nikogo, podpalił swoje łózko i na nim życie zakończył. Było to ostatnich dni lipca 1841 r. Od tego czasu zaprzestano dawać światło więźniom.
Cyprian Kamil Norwid w liście do Zygmunta Krasińskiego tak opisywał śmierć Levittoux:
...kląkł na łóżku z twardych desek powrozami słomianymi okręconych – pod one deseczki świecę postawił; wolno zapaliły się powrozy kręcone ze słomy. Jak wieczność długo musiały się rozżarzać, nim zaczęły śmierć zadawać. Kilka godzin ujść musiało nim to łóżko – w stos się przeobraziło i to raczej węglem niż płomieni. Znaleziono go na kolanach z piersią i twarzą zwęgloną, bez życia wpół opadłym...

## W sztuce
Czyn Karola Levittoux zainspirował Cypriana Kamila Norwida do napisania wiersza Burza (Śmiało, młodzieńcze...), gdzie napisał:
Śmiało, młodzieńcze, chociaż przepaść bliska,
A niebo gromem odzywa się nowym!
Z nieuchronnego wynijdziesz ogniska

W wieńcu, gwiazdami iskier brylantowym,
Do śmierci Levitoux nawiązuje również fragment dramatu Norwida Za kulisami z 1866 r. Słowa te zainspirowały Jerzego Andrzejewskiego do zatytułowania powieści Popiół i diament, a sam utwór wykonywany był jako piosenka pod tytułem Po to właśnie, min. przez Stana Borysa. Fragment dramatu brzmi:
Coraz to z ciebie, jako z drzazgi smolnej,
Wokoło lecą szmaty zapalone;
Gorejąc, nie wiesz, czy stawasz się wolny.
Czy to, co twoje, ma być zatracone.
Czy popiół tylko zostanie i zamęt,
Co idzie w przepaść z burzą? Czy zostanie
Na dnie popiołu gwiaździsty dyjament,

Wiekuistego zwycięstwa zaranie?
Wiersze poświęcili mu również Władysław Syrokomla (Karol Levittoux), Mieczysław Romanowski (Śmierć Levittoux), Roman Zmorski (Modlitwa) i Jan Kanty Radecki (Spaleniec).
Postaci tej poświęcony jest także współczesny wiersz Jerzego Czecha pt. Karol Levittoux, wykonywany przez Przemysława Gintrowskiego do jego własnej melodii (utwór wszedł w skład programu „Kamienie” z 1991 roku). Fragment utworu:
Pod siennikiem migoce kaganek
Mniej boli ogień, niźli ran płomienie
Dziś sobie takie rozścielę posłanie

Co moją celę w jeden krzyk zamieni
Malarz Antoni Kozakiewicz (1841-1921) namalował obraz Śmierć Karola Levittoux (zaginiony, znany tylko z reprodukcji).
Około 1862 Władysław Oleszczyński wykonał medal pamiątkowy z wizerunkami o. Floriana Topolskiego i Karola Levittoux.

## Upamiętnienie
- Imię Karola Levittoux nosi jedna z ulic wewnątrz warszawskiej Cytadeli.
- Tablica pamiątkowa na szczytowej ścianie pałacu Działyńskich przy al. „Solidarności” 74a w Warszawie, odsłonięta w 1966[10].
- W Łukowie organizowany jest coroczny Memoriał Piłki Siatkowej im. Karola Levittoux. W zawodach biorą udział najlepsze amatorskie zespoły z całej Polski. 10 maja 2014 roku, podczas pierwszego dnia kolejnej edycji memoriału, została odsłonięta pamiątkowa tablica wraz z kamieniem, która znajduje się w parku miejskim.

## Rodzina
Młodszym bratem Karola był dr Henryk Levittoux, warszawski lekarz i przyrodnik, który pozował Janowi Matejce do obrazu Astronom Kopernik, czyli rozmowa z Bogiem. Matejko namalował również portret Marii Levittoux, bratanicy Karola.
W czasie przewrotu majowego w 1926 r. jedną z ofiar był student i członek Korporacji Akademickiej Chrobatia – Karol Levittoux, stryjeczny wnuk słynnego konspiratora, najprawdopodobniej zabity przez oddziały wierne Piłsudskiemu. Został pochowany na Starych Powązkach, Kw. A-VI-13.
Stryjeczny prawnuk Karola, major Henryk Julian Levittoux, lekarz i uczestnik kampanii wrześniowej, zginął zamordowany w zbrodni katyńskiej w maju 1940 roku jako jeniec obozu w Charkowie. Jego brat pułkownik Jerzy Levittoux był szefem sztabu w dywizji generała Maczka i zginął w 1944 roku w Normandii.